# Trabant
Trabant, popularno »Trabi«, je bil vzhodnonemški avtomobil, ki ga je poganjal dvotaktni motor. Izdelovali so ga od leta 1957 pa vse do leta 1991 v tovarni VEB Sachsenring Automobilwerke Zwickau iz kraja Zwickau na Saškem. Bil je razmeroma majhen in šibak, vendar je veljal za trpežen in zanesljiv avtomobil. Imel je 25 konjskih moči oziroma 19 kW. Za pospešek od 0 do 100 km/h je potreboval 21 sekund. Končna hitrost je znašala 112 km/h. Bil pa je dokaj varčen, saj je za 100 km vožnje v povprečju potreboval približno 7 litrov bencina.